# Stephan Guntli

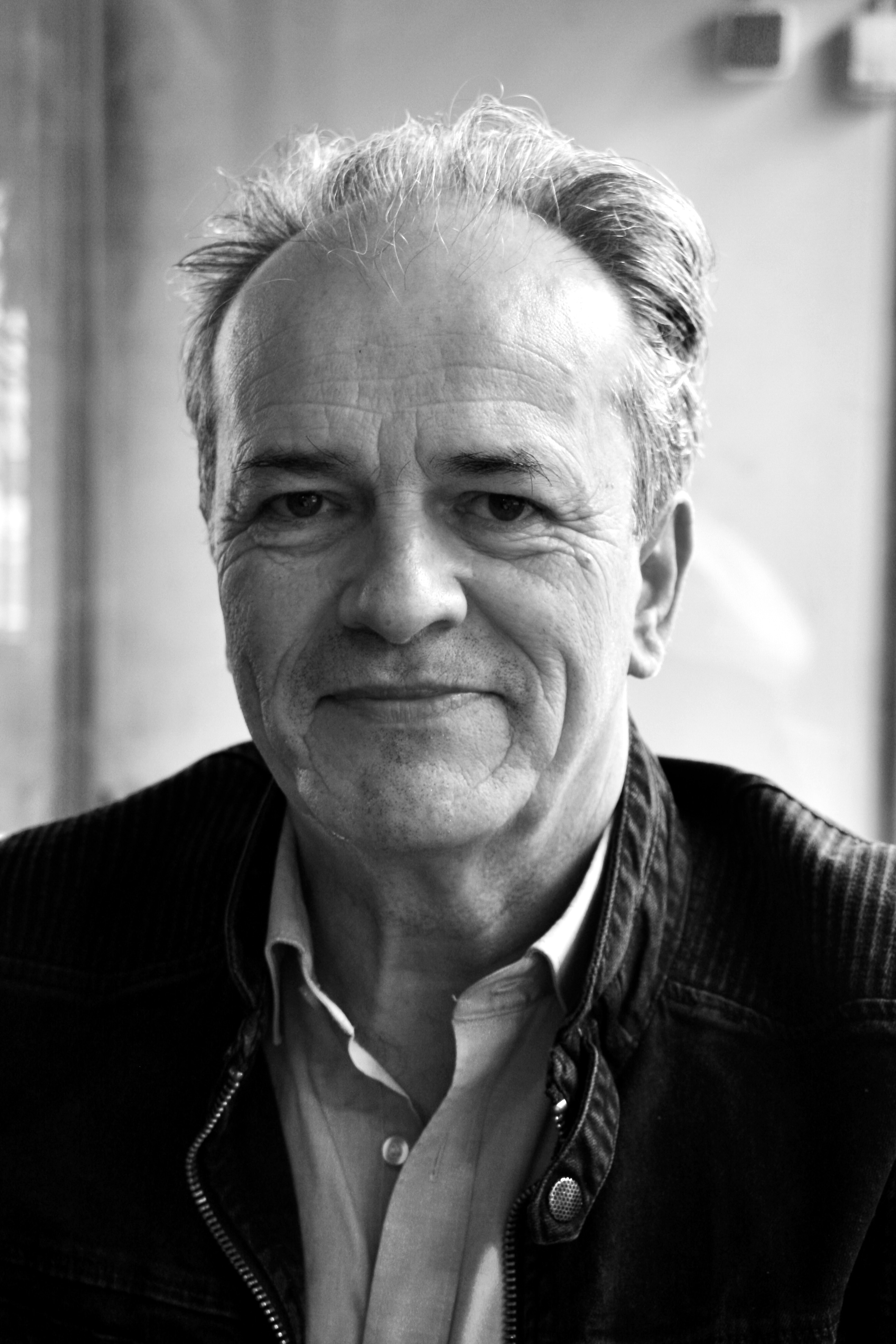
Stephan Guntli

Stephan Guntli (* 24. April 1961 in St. Gallen) ist ein in Deutschland lebender Schweizer Fernsehjournalist, Filmregisseur und Dokumentarfilmproduzent.

## Leben
Nach der Matura an der Kantonsschule Trogen im schweizerischen Appenzell Ausserrhoden zog Stephan Guntli 1981 nach West-Berlin und studierte Philosophie an der FU Berlin. Parallel dazu, zwischen 1984 und 1985, führte er gemeinsam mit Reiner Bumke, Michael F. Huse und Mick Weidenmüller das ursprünglich dem Café Swing angegliederte Vertriebslabel United Video System über in Stud!o K7 – audiovisuelle Kommunikation.
Auf dieser technisch hohen, inhaltlich gleichwohl unabhängigen Plattform entwickelte und produzierte die Gruppe neuartige Mischformen von Videokunst, Konzertaufzeichnung und Szenereportage sowie eigenwillige Art- und Musikclips.
Vor allem in künstlerischer Zusammenarbeit mit Michael F. Huse, zudem John Loder in dessen Southern Studios in London, realisierte Stephan Guntli als Kameramann, Editor, Regisseur und/oder Produzent zahlreiche vom Mainstream unabhängige Projekte. Darunter die beiden ersten von Dimitri Hegemann organisierten Berlin Atonal Konzerte zur nonkonformen Musik in den Pankehallen u. a. mit Z’ev, La Loora, Psychic TV, zudem experimentelle Konzertmitschnitte mit der Band Einstürzende Neubauten im Berliner Metropol und im sog. Goldenen Saal der Tribüne auf dem Zeppelinfeld in Nürnberg, sowie den Video-Sampler: Kings of Independence über das 1987er Konzert von Swans, Nick Cave and the Bad Seeds und Crime and the City Solution in Knopf’s Music Hall auf der Hamburger Reeperbahn.
Zur Poesie und der Stimme von Max Goldt inszenierte Guntli an von Menschen verlassenen Berliner U-Bahn Strecken den Art-Clip: Gleich passiert etwas für das SFB-Format 45 Fieber. Als Autor und Regisseur verantwortete er den 35mm Kurzfilm Einer jener Tage: darin interpretiert Guntli den Beatles-Song A Day in the Life als surreale Nahtod-Erfahrung des Protagonisten, gespielt von Ralph Herforth.
Als Kameramann stand er dem französischen Regisseur Philippe J. Grandrieux bei seiner abendfüllenden Dokumentation: Berlin (1987) zur Seite. Das 210-minütige Projekt führt durch die drei Westsektoren, auf Aussichtsplattformen entlang der Mauer und zu Menschen, die sich entschieden hatten, in West-Berlin zu leben, oder die der Mauerbau aufzwang, sich auf den Westteil der Stadt zu beschränken; im Dialog mit Hanns Zischler erzählen sie von ihren Realitäten, Träumen und Erwartungen. Der Film entstand ursprünglich für La Sept (seit 1992 ARTE France) und gilt als einer der ersten Themenabende.
Für das Fernsehen der ARD und gemeinsam mit Wolf Donner führte Stephan Guntli 1992 den 45-minütigen Diskurs: Kann der deutsche Film nicht besser sein?
1993, nach Auflösung von Stud!o K7 – audiovisuelle Kommunikation als Video- und Fernsehproduktion, dessen Weiterführung von Mick Weidenmüller als unabhängiges Musiclabel Stud!o K7 und !K7 records, gründete Stephan Guntli noch im selben Jahr das freie Journalistenbüro: machwerk TV Produktion Berlin und realisierte für den WDR zunächst Magazinbeiträge wie z. B.: Liebeslieder: Einstürzende Neubauten und Filmkritiken für den Kulturweltspiegel der ARD. Es folgten Fernsehdokumentationen und programmfüllende Dokumentarfilme, darunter die 60-minütige historische Reportage: Operation Gold: Kampf der Geheimdienste in Berlin (1994) für den WDR und ORB.

## Tätigkeit
Grundlage der Filme von Stephan Guntli ist bis heute, selbst sperrige Themen mit Hilfe einer intensiven Bildsprache publikumswirksam zu vermitteln und den porträtierten Menschen hinreichend Zeit für die Darstellung komplexer Zusammenhänge und Hintergründe einzuräumen.
Als einer der ersten im deutschen Fernsehen nutzte Guntli versteckte Kameras nicht als Instrumente des Entertainments der Verstehen Sie Spaß?-Formate, sondern als journalistisches Mittel, die Realität deutscher Wirklichkeiten mittels inszenierter Provokation einzufangen.
Mit Hilfe von Lockvögeln und aufwendigen Inszenierungen beschäftigte er sich mit Themen wie Ausländerfeindlichkeit, unterlassene Hilfeleistung, Zivilcourage oder Gaffer und führte für stern TV eigenwillige Überfälle auf die Wirklichkeit durch: 1995 sammelte Guntli erfolgreich Wählerstimmen für die nicht existierende Partei SESP, indem er potentiellen Wählern 20 DM für ihre Stimme bot.
Den Ufologen Kongress 1995 in Düsseldorf begeisterte er mit einem geheimnisvollen Film über eine Alien-Obduktion, vermutlich irgendwo in der ehemaligen Sowjetunion, denn gedreht hatte ihn Guntlis Team auf ORWO Rohfilm der Chemiewerke Bitterfeld-Wolfen. Ein weiterer Coup war sein Marketing-Konzept mit Marienerscheinung: von derartigen Impulsen zur Tourismusförderung waren Bürgermeister zahlreicher Kleinstädte begeistert. Und 20 Jahre nach dem Mauerfall berichtete Gunlti über ein renitentes Dorf in Mecklenburg-Vorpommern, in dem die DDR nicht nur als Ostalgie, sondern real zu existierten schien.
Zudem spezialisierte sich Stephan Guntli auf den investigativen Fernseh-Journalismus und deckte an eigens für Kameras präparierten Drehorten und mittels inszenierter Schlüsselhandlungen die Missstände u. a. in den Bereichen Hauslehrer, Babysitter, Putzfrauen, Schuldenberater, Bestatter, Tierheiler und im Handel mit Antiquitäten sowie bei Wohnungsauflösungen auf.
Im Weiteren entwickelte Stephan Guntli spezielle Formate im Genre der kritischen Realsatire. In aufwendig dazu inszenierten Ausgangssituationen entstanden aufklärende Fernsehreportagen wie bereits 1994 über das Sub-City-Fishing des Soziologen Hans Geißlinger: seine Dritte Weltmeisterschaft im Kanalangeln an gut 30 Gullys der Kanalisation unter dem Berliner Kurfürstendamm. Der von den Storydealern komplett ausgedachte Wettbewerb schaffte es bis in die Hauptnachrichtensendung mehrerer privater Fernsehsender, und den für Guntli eigens für seine Reportage angelegten Kornkreis im Land Brandenburg identifizierten Kornkreis-Experten als Kurzzeit-Landeplatz eines UFOs, zumindest aber als außerirdisches Phänomen in Schönwalde im Jahr 2002.
Stephan Guntli thematisierte damit den Sensationsjournalismus, und seine Beiträge führten in bundesweiten Fernseh- wie Printmedien zur Stärkung des Bewusstseins für die überfällige Kritik an oberflächlich ausgeführten Recherchen, vor allem aber an der leichtfertigen Übernahme ungeprüfter Berichte seitens der Medien.
In gefilmten psychologischen Experimenten mit fachlicher Begleitung u. a. des Wahrnehmungspsychologen Michael Niedeggen oder Experten der Verhaltensforschung wie dem Psychologen Harald Euler, dem Wirtschaftspsychologen Jack Nasher und dem Wissenschaftsjournalisten Reto U. Schneider beschäftigte sich Stephan Guntli mit den Theorien des US-amerikanischen Psychologen Stanley Milgram, u. a. mit dessen "Lost-Letter"-Methode zur Vorhersage von Wahlausgängen., und 2017 verifizierte Guntli in drei unterhaltsamen Filmen Milgrams Kleine-Welt-Phänomen mit Hilfe der digitalen Kommunikationsmittel des 21. Jahrhunderts: Jeder ist über sechs Ecken mit jedem bekannt.
Aktuell realisierte der Regisseur und Produzent über 150 TV-Dokumentationen und Reportagen sowie zahlreiche Berichte insbesondere im Auftrag von stern TV und für VOX, Kabel eins und RTL, zudem für verschiedene dokumentarische Sendeplätze in den öffentlich-rechtlichen Rundfunkanstalten und den DVD-Markt.
Zusätzlich liegt das Engagement von Stephan Guntli in unabhängig produzierten und sehr persönlich gestalteten Videoportraits über Menschen, deren kulturelles oder unternehmerisches Tun seit der Nachkriegszeit positive Spuren und Wirkung bis hinein in die Gegenwart erzeugen; u. a. über die Sennerin Mare vom Geigelstein und den Initiator der Erlebnisgastronomie Hans-Peter Wodarz sowie Christian Doermer, der als einziger Schauspieler das Oberhausener Manifest unterzeichnete.
Stephan Guntli hat eine Tochter und lebt in Berlin.

## Filmografie (Auswahl)
- 1983 Live in Berlin, 60 Min., Video
- 1984 Meiden Sie die Yorckbrücken!, 16 Min., Art-Clip
- 1985 Gleich passiert etwas, 5 Min., Art-Clip, SFB
- 1986 Einer jener Tage, 13 Min., 35mm, SFB (Filmbewertungsstelle Wiesbaden: Prädikat: Besonders Wertvoll)
- 1987 Making of: Filmtheatertrailer, Theater an der Ruhr, 45 Min., Video
- 1987 Kings of Independence, 40 Min., Video
- 1987 Berlin, 210 Min., La Sept (ARTE France), (Kamera)
- 1990 Die Zeit ist aus den Fugen, 110 Min., Regie: Christoph Rüter (Schnitt)
- 1992 Kann der deutsche Film nicht besser sein?, 45 Min., ARD
- 1992 Peter Hammill: In the Passionskirche – Berlin MCMXCII, 104 Min., Video (DVD in 2002)
- 1993 Liebeslieder: Einstürzende Neubauten, 10 Min., WDR
- 1994 Operation Gold: Kampf der Geheimdienste in Berlin, 60 Min., WDR, ORB
- 1994 Sub-City-Fishing im Gully, 11 Min., stern TV
- 1995 Ufo-Fake, 22 Min., stern TV
- 1995 Wahl-Fake, 10 Min., stern TV
- 1997 Making of: Die Story von Monty Spinnerratz, 30 Min., HR
- 2000 Polizeistation Berlin Mitte, Co-Regisseur mit Kurt Langbein und Bert Ehgartner, 45 Min., RTL
- 2001 Taxi, Taxi – 24 Stunden, SAT 1
- 2002 Leben auf dem Drahtseil: Johann Traber jr., 16 Min., stern TV für VOX
- 2002 Brautschau im Osten, stern TV für VOX
- 2002 Making of: Väter, X Filme
- 2002 Kornkreise in Brandenburg, 23 Min., stern TV
- 2005 Einer muss es ja machen. Unbeliebte Jobs, stern TV für VOX
- 2005 Dinosaurier. Blutiger Kampf in Niedersachsen?, stern TV
- 2007 Von Mietköchen und Geisterjägern, stern TV
- 2007 Flic Flac – Premierenfieber, stern TV für VOX
- 2008 Versteckte Kamera. Der große Putzfrauen-Test, stern TV
- 2008 Tränen beim Finale! Hinter den Kulissen von DSDS, 47 Min., stern TV für VOX
- 2008 Test: Diebe, stern TV
- 2008 Poems for Laila – Live in Berlin, 105 Min., DVD
- 2008 Klauen statt kaufen: Von Dieben und Detektiven, stern TV für VOX
- 2009 Hilfe in der Not – Kundendienste im Test, stern TV
- 2010 Nesthocker: für immer Kinderzimmer?, 47 Min., stern TV für VOX
- 2010 Versunken im Suff: wenn Mama trinkt, 46 Min., stern TV für VOX
- 2010 Ich will meine Tochter zurück: entführte Kinder, 60 Min., stern TV für VOX
- 2010 Türsteher, 46 Min., stern TV für VOX
- 2011 Unterschiedliches Geschlechterverhalten, 11 Min., stern TV
- 2011 Test: Hypnose, 14 Min. (mit Ines Urban), stern TV
- 2012 Sekundenschlaf am Steuer , 17 Min. (mit Violetta Pasierb), stern TV
- 2012 Verrückte Experimente, 12 Min., stern TV
- 2012 Test: Tierheiler, 17 Min. (mit Sebastjan Marko), stern TV
- 2013 Test: Lügen, 10 Min., stern TV
- 2014 Drückerkolonne, 27 Min. (mit Alexander Schmidt), stern TV
- 2014 Test: Neid, 20 Min. (mit Fiona Messal), stern TV
- 2015 K.-o.-Tropfen, 12 Min., stern TV
- 2016 Experiment: Leben ohne Zucker, 31 Min. (mit Madeleine Petry), stern TV
- 2017 Hypnose, 13 Min. (mit Madeleine Petry), stern TV
- 2017 Die Welt ist ein Dorf, 30 Min. (mit Madeleine Petry, Stefan Uhl), stern TV
- 2017 Jeder ist über sechs Ecken mit jedem bekannt, 30 Min. stern TV
- 2017 Harte Tage, gute Jahre: Mare - die Sennerin vom Geigelstein, 20 Min., unabhängiges Portrait, zudem Buchtrailer: Harte Tage, gute Jahre Knaur Verlag
- 2018 Systemsprenger, 28 Min. (mit Fiona Messal), stern TV
- 2018 Eizellspende, 29 Min. (mit Fiona Messal), stern TV
- 2018 Der Waldrapp, 18 Min. (mit Fiona Messal), stern TV
- 2018 Psychoexperimente, 20 Min., stern TV
- 2019 Harte Tage, gute Jahre: Mare - die Sennerin vom Geigelstein, Portrait, 20 Min., Projektreihe Lebenswerke, zudem Buchtrailer: Harte Tage, gute Jahre, Knaur Verlag
- 2019 Little Homes für Obdachlose,13 Min., stern TV
- 2020 Die Schwestern von Marzahn, 15 Min., Buchtrailer für Ludwig Verlag
- 2020 Psychoexperimente, 21 Min., stern TV
- 2021 Das Sozialexperiment: Einmal Straße, immer Straße, 45 Min., Kabel 1
- 2022 KPM Berlin sagt Danke (Eckart Witzigmann), 8 Min.
- 2023 Die Flaschenkinder - Fetale Alkoholspektrumstörungen, 23 Min., stern TV
- 2023 Dorthin, wo ich noch nicht war - Christian Doermer, Portrait, 45 Min., zudem 75 Min. für Projektreihe Lebenswerke
- 2023 Lebenswerk Klaus Bresser, Portrait, 20 Min., Projektreihe Lebenswerke